# گومیل د مرکادو
گومیل د مرکادو (به اسپانیایی: Gumiel de Mercado) یک شهرستان در اسپانیا است.